# Doble Bragado de 2003
La 68ª edición de la Doble Bragado se disputó desde el 28 de enero hasta el 2 de febrero de 2003, constó de 7 etapas de las cuales una fue contrarreloj individual con una distancia total acumulada de 958,8 kilómetros.
El ganador fue Juan Curuchet del equipo Supermercados Toledo, que de esta manera lograba su cuarta Doble Bragado, fue escoltado en el podio por Maximiliano Richeze del equipo Keops y Fernando Antogna del equipo Supermercados Toledo.

## Equipos participantes
Participaron 80 ciclistas, distribuidos 14 en equipos. Del total de participantes 75 eran argentinos y 5 brasileros. Solo finalizaron 44 ciclistas.

#### Equipos
| Supermercados Toledo | Mar y Sierras - Toledo | Imperial Cord | Neumáticos Keops |
| - 1. Ángel Darío Colla - 2. Fernando Antogna - 3. Juan Curuchet - 4. Andrés Palavecino - 5. Juan Alves - 6. Sebastián Cancio       | - 7. Walter Pérez - 8. Aníbal Borrajo - 9. Alejandro Borrajo - 10. Juan Gáspari - 11. Alfredo Palavecino                         | - 13. Roberto Richeze - 14. Sebastián Alexandre - 15. Juan José Haedo - 16. Ezequiel Romero                                 | - 19. Gustavo Artacho - 20. Adrián Gariboldi - 21. Elvio Alborzen - 22. Gonzalo García - 23. Maximiliano Richeze                 |
| Municipalidad de Bragado | Carpintería Bancalari-La Plata                                                                                                   | Tres de Febrero-D'Aye | D'Aye-Tres de Febrero |
| - 25. Darío Pagliarisi - 26. Aldo Espósito - 27. Eddie Cisneros - 28. Matías Sayal - 29. Juan Pablo Almirón - 30. Fabián Millares  | - 31. Cristian Romero - 32. Franco Bylo - 33. Pablo Bancalari - 34. Mauricio Müller - 35. Matías Torres - 36. Francisco Chamorro | - 37. Luis Lorenz - 38. Alejandro González - 39. Leandro Messineo - 40. Matías Medici - 41. Facundo Bazzi - 42. David Kenig | - 43. Gastón Corsaro - 44. Francisco Surdo - 45. Ariel Anacoreto - 46. Daniel Capella - 47. Diego Simiani - 48. Daniel Pourtalet |
| Metrive – Salto | Sao Caetano | Peña Facundo Michelli | Lomas de Zamora |
| - 49. Alberto Martínez - 50. Victorio Marina - 51. Lucas Sebastián Haedo - 52. Leandro Ponce - 53. Martín Pérez - 54. Marcos Pérez | - 55. Rodrigo Mendieta - 56. Luis Amorin - 57. Breno Sidoche - 58. Benedito Tadeo - 59. Sydney Santos - 60. Sebastián Aguilar    | - 61. Mauricio Mello - 62. Mariano Garay - 63. Carlos Casas - 64. Pablo Sosa - 65. José Tolosa - 66. Francisco Turano       | - 67. Eduardo Cópola - 68. Marcelo Osera - 69. Roberto Antonio - 70. Omar Guiñazú - 71. Norman Mainieri - 72. Eduardo Lofigo     |
| U.P.C.N.-La Plata | Bella Vista | | |
| - 73. Emilio San Martín - 74. Alfredo Páraga - 75. Marcos Ferraris - 76. Fernando Bniel - 77. Raúl Flores - 78. Sergio Guatto      | - 79. Darío Oliva - 80. Francisco Turano - 81. Martín Hernández - 82. Sebastián Sandoval - 83. Emer Masone - 84. Julio Marinoti  | | |

## Etapas
| Etapa | Fecha        | Recorrido            | km         | Ganador             | Líder             |
| 1ª    | 28 de enero  | Caseros - Salto      | 171        | Ángel Darío Colla   | Ángel Darío Colla |
| 2ª    | 29 de enero  | Salto - Pergamino    | 152        | Gastón Corsaro      | Gastón Corsaro    |
| 3ª    | 30 de enero  | Salto - 25 de Mayo   | 186        | Luis Lorenz         | Luis Lorenz       |
| 4ª    | 31 de enero  | 25 de Mayo - Bragado | 135        | Ángel Darío Colla   | Gastón Corsaro    |
| 5ª    | 1 de febrero | Bragado              | 16,8 (CRI) | Juan Curuchet       | Juan Curuchet     |
| 6ª    | 1 de febrero | Circuito en Bragado  | 122        | Ángel Darío Colla   | Juan Curuchet     |
| 7ª    | 2 de febrero | Chivilcoy - Caseros  | 176        | Maximiliano Richeze | Juan Curuchet     |

## Clasificación final
| Posición | Ciclista            | Equipo                 | Tiempo      |
| -------- | ------------------- | ---------------------- | ----------- |
|          | Juan Curuchet       | Supermercados Toledo   | 22 h 38'45" |
| 2        | Maximiliano Richeze | Neumáticos Keops       | + 13"       |
| 3        | Fernando Antogna    | Supermercados Toledo   | + 44"       |
| 4        | Gustavo Artacho     | Neumáticos Keops       | + 54"       |
| 5        | Luis Lorenz         | Tres de Febrero-D'Aye  | + 1'04"     |
| 6        | Walter Perez        | Mar y Sierras - Toledo | + 1'15"     |
| 7        | Gastón Corsaro      | D'Aye-Tres de Febrero  | + 1'20"     |
| 8        | Facundo Bazzi       | Tres de Febrero-D'Aye  | + 1'25"     |
| 9        | Ezequiel Romero     | Imperial Cord          | + 1'47"     |
| 10       | Adrian Gariboldi    | Neumáticos Keops       | + 1'56"     |